# Браун, Ди (баскетболист, 1968)
Декован Кэделл «Ди» Браун (англ. DeCovan Kadell "Dee" Brown; род. 29 ноября 1968 года, Джэксонвилл, Флорида) — американский профессиональный баскетболист, отыгравший 12 сезонов в Национальной баскетбольной ассоциации за клубы «Бостон Селтикс», «Торонто Рэпторс» и «Орландо Мэджик».

## Биография
Выпускник Джэксонвиллского университета Браун был выбран клубом «Бостон Селтикс» на драфте НБА 1990 года в первом раунде под общим 19 номером. По итогам первого сезона в НБА, в котором он в среднем за игру набирал 8,7 очка, он был выбран в первую сборную новичков НБА. В 1991 году он стал победителем конкурс по броскам сверху, выполнив слэм-данк с закрытыми глазами. В сезонах 1993/94 и 1994/95 он выходил в стартовом составе «Селтикс», набирая рекордные в своей карьере в среднем более 15 очков за игру. Проведя семь с половиной сезонов в Бостоне, он в 1998 году вместе с Чонси Биллапсом был обменян в «Торонто Рэпторс». В 2000 году он перешёл в «Орландо Мэджик», где в 2002 году закончил свою профессиональную карьеру игрока.
По окончании карьеры игрока, он стал работать тренером в Женской национальной баскетбольной ассоциации, вначале главным тренером «Орландо Миракл», а затем «Сан-Антонио Силвер Старз». В 2005 году, став победителем реалити-шоу Dream Job, он получил однолетний контракт на работу аналитиком на канале ESPN, где стал ведущим шоу City Slam!.
В 2005 году Браун основал компанию EDGE Basketball, в которой занял пост главы правления. Специализацией компании стала тренировка игроков со средней школы, до поступления их в профессионалы.
29 июля 2009 году Браун стал главным тренером клуба «Спрингфилд Армор» из Лиги развития НБА, а также директором по баскетбольным операциям команды. В первом сезоне его команда закончила с результатом 7-43, а во втором — 13-37.
В сентябре 2011 года Браун объявил, что станет ассистентом главного тренера «Детройт Пистонс» Лоуренса Фрэнка.
9 июля 2013 года Браун стал ассистентом тренера и директором по развитию игроков в «Сакраменто Кингз».
Перед началом сезона 2016/17 годов Браун вошёл в тренерский состав «Лос-Анджелес Клипперс».

## Статистика

### Статистика в НБА
| Сезон                                                                                    | Команда | Регулярный сезон | Регулярный сезон | Регулярный сезон | Регулярный сезон | Регулярный сезон | Регулярный сезон | Регулярный сезон | Регулярный сезон | Регулярный сезон | Регулярный сезон | Регулярный сезон | Серия плей-офф | Серия плей-офф | Серия плей-офф | Серия плей-офф | Серия плей-офф | Серия плей-офф | Серия плей-офф | Серия плей-офф | Серия плей-офф | Серия плей-офф | Серия плей-офф |
| Сезон                                                                                    | Команда | GP               | GS               | MPG              | FG%              | 3P%              | FT%              | RPG              | APG              | SPG              | BPG              | PPG              | GP             | GS             | MPG            | FG%            | 3P%            | FT%            | RPG            | APG            | SPG            | BPG            | PPG            |
| ---------------------------------------------------------------------------------------- | ------- | ---------------- | ---------------- | ---------------- | ---------------- | ---------------- | ---------------- | ---------------- | ---------------- | ---------------- | ---------------- | ---------------- | -------------- | -------------- | -------------- | -------------- | -------------- | -------------- | -------------- | -------------- | -------------- | -------------- | -------------- |
| 1990/91                                                                                  | Бостон  | 82               | 5                | 23,7             | 46,4             | 20,6             | 87,3             | 2,2              | 4,2              | 1,0              | 0,2              | 8,7              | 11             | 0              | 25,8           | 49,1           | 0,0            | 82,4           | 4,1            | 3,7            | 1,0            | 0,5            | 12,2           |
| 1991/92                                                                                  | Бостон  | 31               | 20               | 28,5             | 42,6             | 22,7             | 76,9             | 2,5              | 5,3              | 1,1              | 0,2              | 11,7             | 6              | 0              | 20,0           | 50,0           | 0,0            | 66,7           | 2,0            | 5,2            | 0,2            | 0,7            | 8,0            |
| 1992/93                                                                                  | Бостон  | 80               | 48               | 28,2             | 46,8             | 31,7             | 79,3             | 3,1              | 5,8              | 1,7              | 0,4              | 10,9             | 4              | 3              | 33,3           | 36,6           | 14,3           | 100,0          | 1,5            | 3,8            | 0,5            | 1,0            | 11,3           |
| 1993/94                                                                                  | Бостон  | 77               | 76               | 37,2             | 48,0             | 31,3             | 83,1             | 3,9              | 4,5              | 2,0              | 0,6              | 15,5             | Не участвовал  | Не участвовал  | Не участвовал  | Не участвовал  | Не участвовал  | Не участвовал  | Не участвовал  | Не участвовал  | Не участвовал  | Не участвовал  | Не участвовал  |
| 1994/95                                                                                  | Бостон  | 79               | 69               | 35,3             | 44,7             | 38,5             | 85,2             | 3,2              | 3,8              | 1,4              | 0,6              | 15,6             | 4              | 4              | 43,0           | 41,9           | 34,6           | 87,5           | 5,0            | 4,8            | 1,3            | 0,3            | 18,8           |
| 1995/96                                                                                  | Бостон  | 65               | 23               | 24,5             | 39,9             | 30,9             | 85,4             | 2,1              | 2,2              | 1,2              | 0,2              | 10,7             | Не участвовал  | Не участвовал  | Не участвовал  | Не участвовал  | Не участвовал  | Не участвовал  | Не участвовал  | Не участвовал  | Не участвовал  | Не участвовал  | Не участвовал  |
| 1996/97                                                                                  | Бостон  | 21               | 2                | 24,9             | 36,7             | 30,8             | 81,8             | 2,3              | 3,2              | 1,5              | 0,3              | 7,6              | Не участвовал  | Не участвовал  | Не участвовал  | Не участвовал  | Не участвовал  | Не участвовал  | Не участвовал  | Не участвовал  | Не участвовал  | Не участвовал  | Не участвовал  |
| 1997/98                                                                                  | Бостон  | 41               | 10               | 19,8             | 42,7             | 38,1             | 67,9             | 1,5              | 1,3              | 1,1              | 0,1              | 6,8              | Не участвовал  | Не участвовал  | Не участвовал  | Не участвовал  | Не участвовал  | Не участвовал  | Не участвовал  | Не участвовал  | Не участвовал  | Не участвовал  | Не участвовал  |
| 1997/98                                                                                  | Торонто | 31               | 2                | 29,3             | 44,6             | 41,1             | 90,7             | 2,9              | 3,3              | 1,2              | 0,5              | 12,2             | Не участвовал  | Не участвовал  | Не участвовал  | Не участвовал  | Не участвовал  | Не участвовал  | Не участвовал  | Не участвовал  | Не участвовал  | Не участвовал  | Не участвовал  |
| 1998/99                                                                                  | Торонто | 49               | 0                | 28,1             | 37,8             | 38,7             | 72,7             | 2,1              | 2,9              | 1,1              | 0,2              | 11,2             | Не участвовал  | Не участвовал  | Не участвовал  | Не участвовал  | Не участвовал  | Не участвовал  | Не участвовал  | Не участвовал  | Не участвовал  | Не участвовал  | Не участвовал  |
| 1999/00                                                                                  | Торонто | 38               | 12               | 17,7             | 36,0             | 35,8             | 68,8             | 1,4              | 2,3              | 0,6              | 0,1              | 6,9              | 3              | 0              | 6,3            | 0,0            | 0,0            | -              | 0,7            | 0,7            | 0,7            | 0,0            | 0,0            |
| 2000/01                                                                                  | Орландо | 7                | 0                | 22,1             | 36,4             | 37,5             | 80,0             | 1,6              | 1,7              | 0,6              | 0,0              | 6,9              | 3              | 0              | 18,0           | 46,2           | 54,5           | -              | 1,0            | 1,3            | 0,7            | 0,0            | 6,0            |
| 2001/02                                                                                  | Орландо | 7                | 0                | 9,3              | 15,0             | 8,3              | -                | 1,3              | 0,3              | 0,4              | 0,1              | 1,0              | Не участвовал  | Не участвовал  | Не участвовал  | Не участвовал  | Не участвовал  | Не участвовал  | Не участвовал  | Не участвовал  | Не участвовал  | Не участвовал  | Не участвовал  |
|                                                                                          | Всего   | 608              | 267              | 27,7             | 43,6             | 35,7             | 82,5             | 2,6              | 3,7              | 1,3              | 0,3              | 11,1             | 31             | 7              | 25,2           | 44,9           | 29,1           | 85,7           | 2,8            | 3,6            | 0,7            | 0,5            | 10,3           |
| Наведите курсор мыши на аббревиатуры в заголовке таблицы, чтобы прочесть их расшифровку. |         |                  |                  |                  |                  |                  |                  |                  |                  |                  |                  |                  |                |                |                |                |                |                |                |                |                |                |                |